# 海南画眉草
海南画眉草（学名：Eragrostis hainanensis）为禾本科画眉草属的植物，是中国的特有植物。分布于中国大陆的海南省等地，多生长于旷野草地，目前尚未由人工引种栽培。
其种加词“hainanensis”意为“海南的”。